# كيث فولر
كيث فولر (بالإنجليزية: Keith Fowler)‏ هو مخرج أمريكي، ولد في 23 فبراير 1939 في سان فرانسيسكو في الولايات المتحدة.